# Nikolaj Jazykov

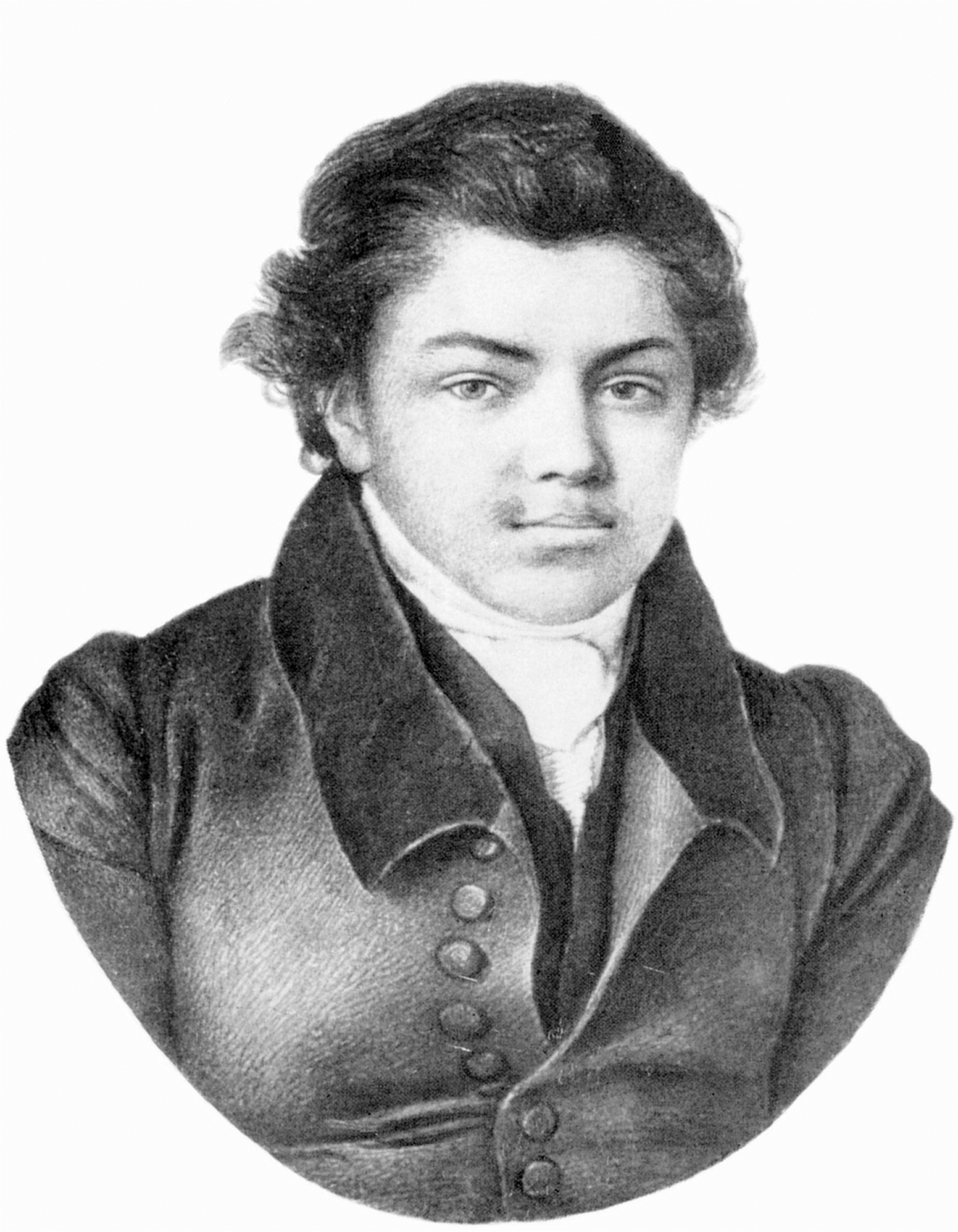
Nikolaj Jazykov (1822)

Nikolaj Michajlovitj Jazykov (ryska: Николай Михайлович Языков), född 16 mars (gamla stilen: 4 mars) 1803 i Simbirsk, Guvernementet Simbirsk, Kejsardömet Ryssland, död 8 januari 1847 (gamla stilen: 26 december 1846) i Moskva, var en rysk poet, svåger till Aleksej Chomjakov.
Jazykov väckte tidigt uppmärksamhet genom sin poetiska talang, som dock på grund av oregelbundet liv och sjukdom ej hann konstnärlig mognad. Jazykov, som var nära förbunden med Aleksandr Pusjkin och Nikolaj Gogol, slöt sig till det slavofila partiet och författade 1844 den hätska polemiska dikten K' nenasjim (Till de icke-våra), i vilken han stämplade Vissarion Belinskij och de så kallade zapadnikerna (de västerländskt sinnade) som fosterlandets fiender. Hans samlade lyriska dikter utgavs 1833 (fjärde upplagan 1858).